# 未完成 (郷ひろみの曲)
「未完成」（みかんせい）は、1981年2月1日に発売された郷ひろみ37作目のシングル。

## 解説
当時グループ・サウンズ（GS）ブームが復活した際に作られたGS調の曲でテレビ出演の際には、当時サウンドプロデューサーを務めていた三原綱木がギターとコーラスを担当した。
ジャケット写真の撮影は田村仁が担当した。

## 収録曲
全曲　作曲:網倉一也／編曲:萩田光雄
1. 未完成
  - 作詞:阿木燿子
2. 聖少女
  - 作詞:ちあき哲也